# Andrew Dasburg
Andrew Dasburg (ur. 4 maja 1887 w Paryżu, zm. 13 sierpnia 1979 w Taos) – amerykański malarz i rzeźbiarz, jeden z pionierów modernizmu w Stanach Zjednoczonych, najbardziej znany ze swych inspirowanych kubizmem pejzaży, mających za temat południowo-zachodnią część tego kraju.

## Życiorys

### Młodość i edukacja
Andrew Dasburg urodził się 4 maja 1887 roku w Paryżu jako syn niemieckich emigrantów. Po pięciu latach przeprowadził się z matką do Nowego Jorku. Po ciężkim urazie stawu biodrowego, który spowodował jego trwałe inwalidztwo, rozpoczął w 1894 roku naukę w szkole dla dzieci kalekich. Jego nauczyciel plastyki odkrył w nim talent artystyczny zapisując go w 1902 roku na poranne zajęcia w Art Students League, gdzie Dasburg studiował malarstwo pod kierunkiem Kenyona Coxa. Dwa lata później uczęszczał na zajęcia w New York School of Art pod kierunkiem Roberta Henriego. W 1906 roku w ramach stypendium malarskiego Art Students League namalował w Woodstock koło Nowym Jorku swoje pierwsze pejzaże. Jego nauczycielem wówczas był L. Birge Harrison. Dasburg nie akceptował jednak sentymentalnego stylu swojego nauczyciela, wybierając bardziej nowoczesne podejście do sztuki. Podczas pobytu w Woodstock spotkał Morgana Russella.

### Wyjazd do Europy
W 1909 roku razem z Russellem i Grace Mott Johnson Dasburg wyjechał do Europy. W Paryżu dołączył do grupy amerykańskich modernistów, w skład której wchodzili między innymi Morgan Russell, Jo Davidson i Arthur Lee. Wyjechał do Londynu, gdzie ożenił się z Grace Mott Johnson. Powróciła ona do Stanów Zjednoczonych już na początku 1910 roku, podczas gdy Dasburg pozostał w Paryżu Zawarł znajomość z najważniejszymi przedstawicielami modernizmu z początku XX wieku, takimi jak Pierre-Auguste Renoir, Pablo Picasso i Henri Matisse, odwiedził wystawę prac Cézanne’a w galerii Vollarda w Paryżu. Podróż do Europy miała decydujące znaczenie dla rozwoju oeuvre Dasburga, w którego twórczości zaznaczył się zwłaszcza wpływ fowizmu i kubizmu (w tym obrazów Paula Cézanne’a). Zaledwie w kilka miesięcy po zapoznaniu się i przyswojeniu sobie dorobku Cézanne’a, Dasburg zmienił swój styl, aby dostosować się do formalnych i przestrzennych koncepcji swojego mistrza. Podobnie jak Picasso, który odczytał w dziele Cézanne’a to samo przesłanie, Dasburg uważał, że może uczynić sztukę Cézanne’a w sposób trwały własną, zachowując mistrzowski zmysł dynamizmu oraz poczucie masy i solidności.

### Powrót do Stanów Zjednoczonych
W 1910 roku artysta powrócił do Stanów Zjednoczonych. Przez kilka następnych lat mieszkał i pracował w Woodstock. Spędzał tam letnie lekcje. W 1912 spędził część lata na wyspie Monhegan w Maine z przyjacielem George’em Bellowsem.
W 1913 roku wziął udział w wystawie Armory Show, na której zaprezentowano dorobek czołowych modernistów z Europy i Stanów Zjednoczonych. Dasburg wystawił trzy obrazy i jedną rzeźbę. Tę ostatnią, zatytułowaną Lucifer, a przedstawiającą głowę Arthura Lee artysta zrealizował bezpośrednio w gipsie przerabiając pierwotny gipsowy odlew naturalnej wielkości. Wystawa mocno wpłynęła na Dasburga, inspirując go do wprowadzenia większej abstrakcji w obrazach. Współpracując ścisłe z malarzem Konradem Cramerem, Dasburg stworzył cykl obrazów w stylu Kandinsky’ego, które nazwał Improwizacją, a które zawierały odważne, abstrakcyjne formy, w niewielkim stopniu przypominające naturalne scenerie, będące ich tematem. W 1916 roku jego zainteresowanie całkowitą abstrakcją osłabło. W tym czasie wypracował własny, dojrzały styl, w którym połączył założenia abstrakcyjne, inspirowane kubizmem i stylem Cezanne’a z osobistymi, bardziej realistycznymi motywami.

### Wyjazd do Taos
W 1918 roku Dasburg na zaproszenie swojej bliskiej przyjaciółki, Mabel Dodge Luhan pojechał po raz pierwszy do Taos w Nowym Meksyku. Nowe środowisko bardzo go zainspirowało. Życie i podróże w spektakularnym krajobrazie, jaki tworzyły góry i doliny wokół Taos wzmocniły jego determinację, aby porzucić sztukę abstrakcyjną jako środek ekspresji. Pod wpływem środowiska, w którym żył, jego język malarski dojrzał. Głównym przedmiotem jego ekspresji artystycznej stały się majestat i potęga natury. Czysta forma i kolor zostały podporządkowane przedstawienia pejzażu i ludzi Nowego Meksyku w zupełnie innych kategoriach plastycznych, choć związanych z dorobkiem artysty w dziedzinie abstrakcji. Przykładem stały się tu dla niego obrazy Cézanne’a, przedstawiające krajobraz Prowansji. W 1919 roku zaczął prowadzić w Woodstock letnie kursy dla studentów Art Students League. Począwszy od 1920 roku przez osiem lat spędzał część roku w Nowym Meksyku, szkicując lokalną scenerię, a resztę w Woodstock, gdzie malował obrazy w oparciu o wcześniej sporządzone rysunki. W Woodstock dzielił wspólną pracownię z Morganem Russellem. Dzięki swym staraniom uczynił z tej miejscowości ośrodek awangardy. Przyczynił się do założenia w Nowym Jorku Sunflower Club, ugrupowania artystów z Art Students League, którzy odrzucali tonalistyczne idee Kenyona Coxa i L. Birge Harrisona. W 1923 roku stał się w Taos jednym z głównych promotorów kubizmu. W 1929 roku zamieszkał w Nowym Meksyku na stałe. W latach 30. XX wieku w Stanach Zjednoczonych artyści realizowali murale, obrazy sztalugowe i grafiki w ramach programu Works Progress Administration. Dasburg w 1935 roku zrealizował na zlecenie serię murali dla Colorado Springs Fine Art Center. Działalności malarskiej artysty towarzyszyły jego kłopoty ze zdrowiem. Jeszcze w 1927 roku zdiagnozowano u niego chorobę Addisona, która spowodowała z czasem zastój w jego pracy twórczej. Dodatkowo w latach 40. i na początku 50. cierpiał na depresję. Swoją działalność ograniczył głównie do sporządzania atramentowych rysunków. Do zdrowia doszedł w latach 50., na co pozytywny wpływ wywarła sprzedaż jego obrazów Metropolitan Museum of Art i Whitney Museum of American Art.
W 1957 roku w Dallas Museum of Fine Arts miała miejsce pierwsza retrospektywna wystawa prac Dasburga. W 1975 roku z inicjatywy gubernatora stanu Nowy Meksyk zorganizowała została w budynku Kapitolu w Santa Fe wystawa indywidualna prac artysty.

### Śmierć
Dasburg zmarł w Taos 13 sierpnia 1979 roku. Na uniwersytecie w Nowym Meksyku otwarto poświęconą mu wystawę pamiątkową, zaplanowaną jeszcze przed jego śmiercią. Wystawa została następnie zaprezentowana w kilku muzeach na amerykańskim Zachodzie.

## Życie prywatne
Żonaty od 1909 roku z Grace Johnson. W 1911 roku para doczekała się syna, a w 1922 rozwiodła się. W tym samym roku Dasburg związał się z artystką Idą Rauh i wyjechał razem z nią do Santa Fe w Nowym Meksyku. W 1928 roku ożenił się z Nancy Lane. Para rozwiodła się po 4 latach. W 1933 roku ożenił się z Mariną Wister.

## Twórczość i znaczenie
Andrew Dasburg był jednym z pierwszych amerykańskich artystów, który zdobył uznanie jako malarz abstrakcyjny. Znalazł się wśród propagatorów idei i techniki kubizmu jako wczesnej formy współczesnej sztuki abstrakcyjnej w Stanach Zjednoczonych w okresie przed I wojną światową. W późniejszych dekadach zwrócił się w stronę bardziej realistycznych pejzaży, mających za temat południowo-zachodnie tereny Stanów Zjednoczonych, a realizowanych z użyciem farb olejnych, pasteli i tuszu (te ostatnie wykonane z użyciem gęsiego pióra). Pejzaże te stały się wysoce osobistym dziełem Dasburga, przekazując innym artystom jego pogląd na istotną siłę natury. Jego obrazy cechowała jasna kolorystyka, geometryczne formy budynków z cegły suszonej na słońcu oraz migoczące efekty świetlne w rozległym krajobrazie.

## Zbiory
Prace Andrew Dasburga znajdują się w zbiorach głównych amerykańskich muzeów sztuki, w tym: Cincinnati Art Museum, Denver Art Museum, Dallas Museum of Fine Art, Harwood Museum of Art, Hirshhorn Museum and Sculpture Garden, Los Angeles County Museum of Art, McNay Art Museum, Metropolitan Museum of Art, Nelson-Atkins Museum of Art, New Mexico Museum of Art, San Francisco Museum of Modern Art, Santa Barbara Museum of Art, Sheldon Museum of Art, Smithsonian American Art Museum and the Renwick Gallery, Whitney Museum of American Art.